# Большой босс (фильм, 2016)
«Большо́й босс» — американская комедия 2016 года, снятая по сценарию Мелиссы Маккарти и её мужа — Бена Фальконе. Премьера в США состоялась 8 апреля 2016 года, в России — 4 августа.

## Сюжет
В центре сюжета бизнес-леди, промышленный магнат. Она очутилась в тюрьме, погорев на теневых сделках. Отсидев положенное, женщина мечтает искупить вину и сменить статус мошенницы на всеобщую любимицу. Но не все жертвы её махинаций готовы пересмотреть свое отношение к ней.

## В ролях
| Актёр            | Роль                        |
| ---------------- | --------------------------- |
| Мелисса Маккарти | Мишель Дарнелл              |
| Кристен Белл     | Клэр помощница Мишель       |
| Питер Динклэйдж  | Рэно владелец фирмы Renault |
| Элла Андерсон    | Рэйчелл дочь Клэр           |
| Тайлер Лэбин     | Майк Биллс                  |
| Кэти Бэйтс       | Ида Марквитт                |
| Сесили Стронг    | Дана Дендридж               |
| Мэри Сон         | Йен Келлер                  |
| Кристен Шаал     | Скотт Лидер Сенди           |
| Эва Питерсон     | Кристал                     |
| Энни Мумоло      | Хелен                       |